# Tim Hart
Tim Hart (* 9. Januar 1948 in St Albans, Hertfordshire; † 24. Dezember 2009 auf La Gomera, Kanarische Inseln) war ein britischer Folksänger, -gitarrist und Dulcimer-Spieler.

## Karriere
Hart begann seine musikalische Karriere bei einer Schulband namens The Rattfinks. Ab 1966 begann er zusammen mit Maddy Prior aufzutreten, mit der er 1968 und '69 die Alben Folk Songs of Olde England, Vol. 1 & 2 aufnahm. 1969 lernten die beiden dann Ashley Hutchings kennen, mit dem sie im gleichen Jahr die Folkrock-Band Steeleye Span gründeten.
Neben seiner Arbeit mit Steeleye Span veröffentlichte Hart 1971 zusammen mit Prior das Album Summer Solstice. 1975 tourte er mit Steeleye Span durch die USA und Australien. 1979 kam dann Harts Solo-Debüt auf den Markt, das einfach Tim Hart hieß. Bis auf eine Ausnahme enthält das Album nur Kompositionen von ihm selbst. 1982 trennte er sich dann endgültig von Steeleye Span.
Ebenfalls 1982 war Hart Produzent des Albums Eligible Batchelors der Rockband The Monochrome Set. Im Folgejahr erschien dann das Album Drunken Sailor & Other Kid Songs, das verschiedene britische Kinderreime enthielt. Im Laufe der 1980er begann sich Harts Gesundheitszustand merklich zu verschlechtern, woraufhin er sich 1988 nach La Gomera zurückzog und sich als Naturfotograf betätigte und 2004 einen Reiseführer veröffentlichte, der zwei Jahre später auch in die deutsche Sprache übersetzt wurde.
1995 kehrte er kurzzeitig nach Großbritannien zurück und nahm an einem fünfstündigen Konzert teil, bei dem fast alle Mitglieder Steeleye Spans zugegen waren. Eine Aufnahme des Konzertes erschien 1999 unter dem Namen The Journey.
Im Dezember 2008 wurde bei Hart Lungenkrebs diagnostiziert. Er kehrte daraufhin nach England zurück, um sich in einem Krankenhaus in Reading helfen zu lassen. Am Morgen des 24. Dezember 2009 verstarb Tim Hart im Alter von 61 Jahren auf La Gomera, wohin er für seine letzten Tage zurückgekehrt war.

## Diskografie (Auswahl)
- 1981: The Grand Old Duke of York (Single, UK: Silber)[2]

## Publikationen
- La Gomera Handbuch, 2006